# Чебоксарский район
Чебокса́рский райо́н (чув. Шупашкар районĕ) — административно-территориальная единица в составе Чувашской Республики Российской Федерации. В границах района образован одноимённый муниципальный округ (в 2004-2022 годах — муниципальный район).
Административный центр — посёлок городского типа Кугеси.

## География
Расположен в северной части Чувашской Республики и граничит на севере с Республикой Марий Эл (Килемарский и Звениговский районы), на востоке с Мариинско-Посадским районом, на юге — Цивильским и Красноармейским, на западе — Моргаушским районами республики.
Площадь района — 1331,7 км², что составляет более 7 % площади республики и делает его вторым по величине в регионе, уступая лишь Алатырскому району. Район делится на 2 неравные части рекой Волгой: заволжскую (северную) и правобережную (южную). В районе находятся озера-памятники природы Изъяр и Светлое, а также этнокомплекс «Ясна».

## История
До революции территория Чебоксарского района была разделена между Козьмодемьянским и Чебоксарским уездами Казанской губернии.
Район образован 5 сентября 1927 года. В состав района при его образовании вошла территория Чебоксарской волости и иных волостей Чебоксарского уезда. Постановлением ВЦИК от 27 мая 1932 года центр района был перенесён из города Чебоксары в село Кугеси. 21 июля 1959 года к Чебоксарскому району была присоединена часть территории упразднённого Ишлейского района.

## Население
| 1993    | 1997    | 2001    | 2002    | 2005    | 2009    | 2010    | 2011    | 2012    |
| ------- | ------- | ------- | ------- | ------- | ------- | ------- | ------- | ------- |
| 56 700  | ↘47 100 | ↗58 600 | ↗58 766 | ↘58 400 | ↗59 218 | ↗62 920 | ↘62 878 | ↗63 314 |
| 2013    | 2014    | 2015    | 2016    | 2017    | 2018    | 2019    | 2020    | 2021    |
| ↗63 329 | ↗63 654 | ↘62 964 | ↘62 487 | ↘62 242 | ↘62 184 | ↘62 039 | ↗62 415 | ↘62 258 |
| 2024    |         |         |         |         |         |         |         |         |
| ↘61 487 |         |         |         |         |         |         |         |         |

### Национальный состав
По данным переписи населения 2010 года в населении Чебоксарского района в значительной мере преобладают чуваши (‹ 90 %), русские проживают в посёлках Кугеси, Сюктерка и селе Ишлеи.
| Национальность | Число указавших национальность и доля от населения района |
| -------------- | --------------------------------------------------------- |
| Чуваши         | 89,70 % (56 437)                                          |
| Русские        | 8,02 % (5 049)                                            |
| Татары         | 0,40 % (251)                                              |

## Территориальное устройство
В рамках административно-территориального устройства, район делится на 17 административно-территориальных единиц — сельских поселений.
В рамках организации местного самоуправления с 2004 по 2022 гг. муниципальный район включал 17 муниципальных образований со статусом сельского поселения, которые к 1 января 2023 года были упразднены и объединены в единый муниципальный округ.
| №  | Сельское поселение                   | Административный центр  | Количество населённых пунктов | Население (чел.) | Площадь (км²) |
| -- | ------------------------------------ | ----------------------- | ----------------------------- | ---------------- | ------------- |
| 1  | Абашевское сельское поселение        | село Абашево            | 6                             | ↘1744            | 37,74         |
| 2  | Акулевское сельское поселение        | деревня Шорчекасы       | 6                             | ↘1002            | 29,13         |
| 3  | Атлашевское сельское поселение       | посёлок Новое Атлашево  | 12                            | ↘6664            | 62,81         |
| 4  | Большекатрасьское сельское поселение | деревня Большие Катраси | 7                             | ↗3166            | 36,32         |
| 5  | Вурман-Сюктерское сельское поселение | село Хыркасы            | 16                            | ↘4378            | 309,48        |
| 6  | Ишакское сельское поселение          | село Ишаки              | 9                             | ↘1709            | 57,61         |
| 7  | Ишлейское сельское поселение         | село Ишлеи              | 15                            | ↗5358            | 65,34         |
| 8  | Кугесьское сельское поселение        | пгт Кугеси              | 1                             | ↘13 451          | 6,20          |
| 9  | Кшаушское сельское поселение         | деревня Курмыши         | 10                            | ↘2624            | 42,03         |
| 10 | Лапсарское сельское поселение        | деревня Лапсары         | 9                             | ↗4859            | 25,16         |
| 11 | Сарабакасинское сельское поселение   | деревня Сятракасы       | 8                             | ↘1809            | 9,11          |
| 12 | Синьял-Покровское сельское поселение | деревня Пархикасы       | 8                             | ↘1671            | 17,93         |
| 13 | Синьяльское сельское поселение       | село Синьялы            | 17                            | ↗5181            | 307,49        |
| 14 | Сирмапосинское сельское поселение    | деревня Чиршкасы        | 7                             | ↘1857            | 47,74         |
| 15 | Чиршкасинское сельское поселение     | деревня Чиршкасы        | 16                            | ↘1789            | 63,11         |
| 16 | Шинерпосинское сельское поселение    | деревня Новые Тренькасы | 17                            | →3904            | 26,67         |
| 17 | Янышское сельское поселение          | деревня Яныши           | 8                             | ↘1178            | 34,97         |

## Населённые пункты
В Чебоксарском районе (муниципальном округе) расположено 172 населённых пункта. Города Чебоксары и Новочебоксарск в состав района не входят.
| №   | Населённый пункт       | Тип     | Население | Поселение                            |
| --- | ---------------------- | ------- | --------- | ------------------------------------ |
| 1   | Абашево                | село    | ↗851      | Абашевское сельское поселение        |
| 2   | Авдан-Сирмы            | деревня | ↗31       | Шинерпосинское сельское поселение    |
| 3   | Адылъял                | деревня | ↗245      | Вурман-Сюктерское сельское поселение |
| 4   | Акулево                | село    | ↘166      | Акулевское сельское поселение        |
| 5   | Алатырькасы            | деревня | ↗62       | Атлашевское сельское поселение       |
| 6   | Алымкасы               | деревня | ↗85       | Атлашевское сельское поселение       |
| 7   | Альгешево              | село    | ↘448      | Синьяльское сельское поселение       |
| 8   | Анаткас-Марги          | деревня | ↘311      | Ишакское сельское поселение          |
| 9   | Анаткас-Туруново       | деревня | ↗117      | Чиршкасинское сельское поселение     |
| 10  | Анат-Киняры            | село    | ↘198      | Вурман-Сюктерское сельское поселение |
| 11  | Аначкасы               | деревня | ↗60       | Янышское сельское поселение          |
| 12  | Аркасы                 | деревня | ↘116      | Синьяльское сельское поселение       |
| 13  | Арманкасы              | деревня | →78       | Синьяльское сельское поселение       |
| 14  | Асакасы                | деревня | ↗194      | Лапсарское сельское поселение        |
| 15  | Атлашево               | деревня | ↗434      | Атлашевское сельское поселение       |
| 16  | Байсубаково            | деревня | ↗291      | Абашевское сельское поселение        |
| 17  | Большие Карачуры       | деревня | ↗1161     | Лапсарское сельское поселение        |
| 18  | Большие Катраси        | деревня | ↘0        | Большекатрасьское сельское поселение |
| 19  | Большие Котяки         | деревня | ↗356      | Кшаушское сельское поселение         |
| 20  | Большие Мамыши         | деревня | ↗220      | Янышское сельское поселение          |
| 21  | Большое Князь-Теняково | деревня | ↗166      | Шинерпосинское сельское поселение    |
| 22  | Большое Янгильдино     | деревня | ↗180      | Сирмапосинское сельское поселение    |
| 23  | Большой Чигирь         | деревня | ↗221      | Шинерпосинское сельское поселение    |
| 24  | Важуково               | деревня | ↘94       | Синьял-Покровское сельское поселение |
| 25  | Варпоси                | деревня | ↗157      | Вурман-Сюктерское сельское поселение |
| 26  | Василькасы             | деревня | ↗145      | Большекатрасьское сельское поселение |
| 27  | Верхний Магазь         | деревня | ↗181      | Атлашевское сельское поселение       |
| 28  | Вурманкас-Туруново     | деревня | ↗284      | Чиршкасинское сельское поселение     |
| 29  | Вурманкасы             | деревня | ↘481      | Вурман-Сюктерское сельское поселение |
| 30  | Вурманкасы             | деревня | ↗832      | Лапсарское сельское поселение        |
| 31  | Вуспюрт-Чурачики       | деревня | ↗116      | Ишлейское сельское поселение         |
| 32  | Ердово                 | деревня | ↗291      | Атлашевское сельское поселение       |
| 33  | Завражное              | деревня | ↗187      | Абашевское сельское поселение        |
| 34  | Икково                 | село    | ↗535      | Сирмапосинское сельское поселение    |
| 35  | Ильбеши                | деревня | ↗298      | Синьяльское сельское поселение       |
| 36  | Ишаки                  | село    | ↗653      | Ишакское сельское поселение          |
| 37  | Ишлеи                  | село    | ↘3155     | Ишлейское сельское поселение         |
| 38  | Ишлеи                  | станция | ↘35       | Синьял-Покровское сельское поселение |
| 39  | Ишлейкасы              | деревня | ↗52       | Чиршкасинское сельское поселение     |
| 40  | Карандайкасы           | деревня | ↗355      | Сирмапосинское сельское поселение    |
| 41  | Кибеккасы              | деревня | ↗746      | Ишакское сельское поселение          |
| 42  | Кибечкасы              | деревня | ↗259      | Вурман-Сюктерское сельское поселение |
| 43  | Кивсерткасы            | деревня | ↗356      | Шинерпосинское сельское поселение    |
| 44  | Кивсерт-Марги          | деревня | ↘112      | Ишакское сельское поселение          |
| 45  | Кивьял-Чурачики        | деревня | ↗25       | Ишлейское сельское поселение         |
| 46  | Клычево                | деревня | ↗587      | Абашевское сельское поселение        |
| 47  | Кодеркасы              | деревня | ↗292      | Атлашевское сельское поселение       |
| 48  | Корак-Чурачики         | деревня | ↗249      | Ишлейское сельское поселение         |
| 49  | Коснары                | деревня | ↘275      | Шинерпосинское сельское поселение    |
| 50  | Кочак-Туруново         | деревня | ↗35       | Чиршкасинское сельское поселение     |
| 51  | Крикакасы              | деревня | ↗148      | Вурман-Сюктерское сельское поселение |
| 52  | Кугеси                 | пгт     | ↘13 451   | Кугесьское сельское поселение        |
| 53  | Курмыши                | деревня | ↘682      | Кшаушское сельское поселение         |
| 54  | Кшауши                 | деревня | ↘304      | Кшаушское сельское поселение         |
| 55  | Лагери                 | деревня | ↗112      | Акулевское сельское поселение        |
| 56  | Лапракасы              | деревня | ↗99       | Чиршкасинское сельское поселение     |
| 57  | Лапсары                | деревня | ↘495      | Лапсарское сельское поселение        |
| 58  | Лебедеры               | деревня | ↗113      | Чиршкасинское сельское поселение     |
| 59  | Липово                 | деревня | ↗217      | Атлашевское сельское поселение       |
| 60  | Мадикасы               | деревня | ↗309      | Ишлейское сельское поселение         |
| 61  | Малдыкасы              | деревня | →128      | Ишакское сельское поселение          |
| 62  | Малое Князь-Теняково   | деревня | ↗56       | Шинерпосинское сельское поселение    |
| 63  | Малое Шахчурино        | деревня | ↗115      | Синьяльское сельское поселение       |
| 64  | Малое Янгильдино       | деревня | ↗240      | Большекатрасьское сельское поселение |
| 65  | Малые Карачуры         | деревня | ↗377      | Большекатрасьское сельское поселение |
| 66  | Малые Коснары          | деревня | ↘104      | Шинерпосинское сельское поселение    |
| 67  | Малые Котяки           | деревня | ↘97       | Кшаушское сельское поселение         |
| 68  | Малые Торханы          | деревня | ↗191      | Янышское сельское поселение          |
| 69  | Малый Сундырь          | деревня | ↘324      | Вурман-Сюктерское сельское поселение |
| 70  | Мамги                  | деревня | ↘208      | Ишлейское сельское поселение         |
| 71  | Мемеши                 | деревня | ↗159      | Кшаушское сельское поселение         |
| 72  | Мерешпоси              | деревня | ↗68       | Шинерпосинское сельское поселение    |
| 73  | Мижеры                 | деревня | ↘189      | Кшаушское сельское поселение         |
| 74  | Микши-Энзей            | деревня | ↘337      | Вурман-Сюктерское сельское поселение |
| 75  | Миснеры                | деревня | ↗19       | Шинерпосинское сельское поселение    |
| 76  | Митрофанкасы           | деревня | ↗244      | Большекатрасьское сельское поселение |
| 77  | Мокшино                | деревня | ↗54       | Сарабакасинское сельское поселение   |
| 78  | Мошкасы                | деревня | ↘168      | Синьяльское сельское поселение       |
| 79  | Моштауши               | деревня | ↗110      | Абашевское сельское поселение        |
| 80  | Мускаринкасы           | деревня | ↗322      | Ишлейское сельское поселение         |
| 81  | Мутикасы               | деревня | ↗80       | Ишлейское сельское поселение         |
| 82  | Нижний Магазь          | деревня | ↗240      | Атлашевское сельское поселение       |
| 83  | Новое Атлашево         | посёлок | ↗3753     | Атлашевское сельское поселение       |
| 84  | Новые Тренькасы        | деревня | ↗1545     | Шинерпосинское сельское поселение    |
| 85  | Ойкасы                 | деревня | ↗225      | Вурман-Сюктерское сельское поселение |
| 86  | Ойкасы                 | деревня | ↗257      | Лапсарское сельское поселение        |
| 87  | Олгаши                 | деревня | ↗128      | Ишлейское сельское поселение         |
| 88  | Онгапось               | деревня | ↘311      | Вурман-Сюктерское сельское поселение |
| 89  | Пархикасы              | деревня | ↗506      | Синьял-Покровское сельское поселение |
| 90  | Пикшик                 | деревня | ↗168      | Сарабакасинское сельское поселение   |
| 91  | Питикасы               | деревня | ↗171      | Вурман-Сюктерское сельское поселение |
| 92  | Пихтулино              | деревня | ↘282      | Синьяльское сельское поселение       |
| 93  | Пронькасы              | деревня | ↗84       | Янышское сельское поселение          |
| 94  | Салабайкасы            | деревня | ↗181      | Вурман-Сюктерское сельское поселение |
| 95  | Самуково               | деревня | ↗94       | Сарабакасинское сельское поселение   |
| 96  | Сарабакасы             | деревня | ↗174      | Сарабакасинское сельское поселение   |
| 97  | Сарадакасы             | деревня | ↗75       | Шинерпосинское сельское поселение    |
| 98  | Сархорн                | деревня | ↗208      | Большекатрасьское сельское поселение |
| 99  | Селиванкино            | деревня | ↗410      | Синьял-Покровское сельское поселение |
| 100 | Синьял-Покровское      | деревня | ↗253      | Синьял-Покровское сельское поселение |
| 101 | Синьял-Чурачики        | деревня | ↗141      | Ишлейское сельское поселение         |
| 102 | Синьялы                | деревня | ↗128      | Лапсарское сельское поселение        |
| 103 | Синьялы                | село    | ↘1548     | Синьяльское сельское поселение       |
| 104 | Сирмапоси              | деревня | ↘178      | Сирмапосинское сельское поселение    |
| 105 | Сирмапоси              | деревня | ↗89       | Шинерпосинское сельское поселение    |
| 106 | Собаккасы              | деревня | ↗101      | Кшаушское сельское поселение         |
| 107 | Сюктерка               | посёлок | ↘710      | Вурман-Сюктерское сельское поселение |
| 108 | Сютпылых               | деревня | ↘81       | Акулевское сельское поселение        |
| 109 | Сятракасы              | деревня | ↘911      | Лапсарское сельское поселение        |
| 110 | Сятракасы              | деревня | ↘547      | Сарабакасинское сельское поселение   |
| 111 | Сятра-Марги            | деревня | ↗257      | Ишакское сельское поселение          |
| 112 | Таушкасы               | деревня | →109      | Акулевское сельское поселение        |
| 113 | Тимер-Сирма            | деревня | ↗141      | Кшаушское сельское поселение         |
| 114 | Тимой                  | деревня | ↘60       | Чиршкасинское сельское поселение     |
| 115 | Тимой-Мамыши           | деревня | ↘131      | Янышское сельское поселение          |
| 116 | Типнеры                | деревня | ↗125      | Шинерпосинское сельское поселение    |
| 117 | Типсирмы               | деревня | ↗238      | Синьяльское сельское поселение       |
| 118 | Тойдеряки              | деревня | ↗115      | Чиршкасинское сельское поселение     |
| 119 | Толиково               | деревня | ↘201      | Атлашевское сельское поселение       |
| 120 | Томакасы               | деревня | ↘6        | Атлашевское сельское поселение       |
| 121 | Тохмеево               | деревня | ↗175      | Сарабакасинское сельское поселение   |
| 122 | Тренькасы              | деревня | ↗153      | Шинерпосинское сельское поселение    |
| 123 | Турикасы               | деревня | ↗62       | Янышское сельское поселение          |
| 124 | Туруново               | село    | ↘74       | Чиршкасинское сельское поселение     |
| 125 | Ураево-Магазь          | деревня | ↗177      | Атлашевское сельское поселение       |
| 126 | Устакасы               | деревня | ↗89       | Синьяльское сельское поселение       |
| 127 | Хачики                 | деревня | ↗209      | Ишлейское сельское поселение         |
| 128 | Хирле-Сир              | деревня | ↗281      | Лапсарское сельское поселение        |
| 129 | Хозандайкино           | деревня | ↘128      | Синьял-Покровское сельское поселение |
| 130 | Хорамакасы             | деревня | ↗198      | Ишлейское сельское поселение         |
| 131 | Хора-Сирма             | деревня | ↘147      | Ишакское сельское поселение          |
| 132 | Хора-Сирма             | деревня | ↘106      | Янышское сельское поселение          |
| 133 | Хорнзор                | деревня | ↗83       | Вурман-Сюктерское сельское поселение |
| 134 | Хурынлых               | деревня | ↘258      | Сарабакасинское сельское поселение   |
| 135 | Хыймалакасы            | деревня | ↘118      | Чиршкасинское сельское поселение     |
| 136 | Хыркасы                | село    | ↘609      | Вурман-Сюктерское сельское поселение |
| 137 | Хыркасы                | деревня | ↗378      | Шинерпосинское сельское поселение    |
| 138 | Хыршкасы               | деревня | ↘19       | Чиршкасинское сельское поселение     |
| 139 | Чалымкасы              | деревня | ↗85       | Чиршкасинское сельское поселение     |
| 140 | Челкасы                | деревня | ↗141      | Шинерпосинское сельское поселение    |
| 141 | Чемурша                | село    | ↘325      | Синьяльское сельское поселение       |
| 142 | Чергаши                | деревня | ↘220      | Лапсарское сельское поселение        |
| 143 | Чермаки                | деревня | ↘40       | Ишлейское сельское поселение         |
| 144 | Чиганары               | деревня | ↘226      | Ишакское сельское поселение          |
| 145 | Чиршкасы               | деревня | →99       | Синьяльское сельское поселение       |
| 146 | Чиршкасы               | деревня | ↘615      | Сирмапосинское сельское поселение    |
| 147 | Чиршкасы               | деревня | ↗516      | Чиршкасинское сельское поселение     |
| 148 | Шайгильдино            | деревня | →110      | Ишлейское сельское поселение         |
| 149 | Шакулово               | деревня | ↗69       | Сирмапосинское сельское поселение    |
| 150 | Шанары                 | деревня | ↘118      | Синьяльское сельское поселение       |
| 151 | Шинерпоси              | деревня | ↘488      | Шинерпосинское сельское поселение    |
| 152 | Шинер-Туруново         | деревня | ↗146      | Чиршкасинское сельское поселение     |
| 153 | Шишкенеры              | деревня | ↗66       | Акулевское сельское поселение        |
| 154 | Шобашкаркасы           | деревня | ↗239      | Вурман-Сюктерское сельское поселение |
| 155 | Шоркасы                | деревня | ↘103      | Чиршкасинское сельское поселение     |
| 156 | Шоркино                | деревня | ↗413      | Сарабакасинское сельское поселение   |
| 157 | Шорчекасы              | деревня | ↗711      | Акулевское сельское поселение        |
| 158 | Ырашпулых              | деревня | ↗150      | Ишакское сельское поселение          |
| 159 | Эзеккасы               | деревня | ↗117      | Абашевское сельское поселение        |
| 160 | Эндимиркасы            | деревня | ↘170      | Чиршкасинское сельское поселение     |
| 161 | Юраково                | деревня | ↗212      | Синьяльское сельское поселение       |
| 162 | Ягудары                | деревня | ↘109      | Синьяльское сельское поселение       |
| 163 | Ядринкасы              | деревня | ↗285      | Ишлейское сельское поселение         |
| 164 | Ямбарусово             | деревня | ↗179      | Сирмапосинское сельское поселение    |
| 165 | Янашкасы               | деревня | ↗387      | Синьяльское сельское поселение       |
| 166 | Янгильдино             | село    | ↗657      | Кшаушское сельское поселение         |
| 167 | Яндово                 | деревня | ↗193      | Синьяльское сельское поселение       |
| 168 | Янду                   | деревня | ↘25       | Синьял-Покровское сельское поселение |
| 169 | Яныши                  | деревня | ↘541      | Янышское сельское поселение          |
| 170 | Яранкасы               | деревня | ↘250      | Синьял-Покровское сельское поселение |
| 171 | Ярускасы               | деревня | ↗112      | Кшаушское сельское поселение         |
| 172 | Яуши                   | деревня | ↗865      | Большекатрасьское сельское поселение |

## Природа
Чебоксарский район лежит в пределах Чувашского плато. Его поверхность представляет собой полого-холмистую равнину, сильно расчленен. овражно-балочной сетью (глубина оврагов до 20 м). Из полезных ископаемых на территории района имеется торф (св. 20 месторождений, среди них Дрянное, используемое Заволжским торфопредприятием); кирпичные и керамзитные глины (месторождения Хыркасинское, Ильбешевское, Малокатрасинское, Байсубаковское, Новочебоксарское, Чандровское и др.); пески для штукатурных работ (месторождение Козий остров); пески для строительных работ (месторождения Сюктерское и Новочебоксарское); пески для силикатного кирпича (месторождение Линевское); пески формовочные (месторождения Сосновское, Кугесинское). По обоим берегам Волги скважинами вскрыты сероводородные хлорно-натриевые воды мацестинового типа, используемые для лечебных целей, на их базе функционируют водогрязелечебница и санаторий.
Климат Чебоксарского района умеренно континентальный с продолжительной холодной зимой и теплым, иногда жарким летом. Средняя температур января −13 °C, июля 19 °C. Район относится к зоне достаточного, но неустойчивого увлажнения. В среднем за год выпадает свыше 500 мм осадков, максимум которых приходится на июль.
По территории Чебоксарского района протекает река Волга, образуя здесь Чебоксарское водохранилище за счёт подпора воды плотиной Чебоксарской ГЭС.
Преобладающие виды почв — дерново-подзолистые, подзолистые, в Заволжье — супесчаные, песчаные и болотные. Лесистость района около 30 %, лесистость Заволжья — 67 %. В лесах Заволжья преобладают сосновые леса, основной лесообразующей породой правобережной части являются дуб, клен, липа, осина. Часть лесов относится к зелёной зоне Чебоксар.

## Экономика
Благодаря близости к крупным промышленным центрам Чебоксарский район развивает пригородное высокоэффективное сельское хозяйство, обеспечивая население картофелем, овощами, фруктами, ягодами, молоком, маслом, яйцом. Район имеет высокую сельскохозяйственную освоенность, которая составляет 87 % территории. На долю пашни приходится 76 % сельскохозяйственных угодий. Район специализируется на мясо-молочном животноводстве с развитым птицеводством, свиноводством, производством зерна, картофеля, овощей.

## Транспорт
Основу транспортной сети составляют железная дорога «Красный Узел—Канаш—Чебоксары», автомагистрали — «Нижний Новгород—Чебоксары—Казань»; «Чебоксары—Цивильск—Ульяновск—Сызрань». Главная водная транспортная магистраль — река Волга.

## Знаменитые уроженцы
- Николай Шупусь-сьынни — чувашский писатель, поэт и переводчик.
- Уйп Мишши — чувашский поэт.
- Алексеев, Борис Алексеевич (1911—1973) — актёр, народный артист СССР (1969).
- Максимов, Георгий Максимович (1903—1996) — советский военачальник, генерал-майор танковых войск.
- Матвеев, Антон Матвеевич (1903—1971) — советский государственный деятель, участник Гражданской войны в России.
- Матросов, Юрий Петрович — живописец, заслуженный художник Чувашии, заслуженный художник Башкирии.
- Симакова, Мария Васильевна — известная народная мастерица по вышивке, заслуженный художник РФ.
- Фомиряков, Георгий Геннадьевич — живописец, заслуженный художник Чувашии
- Станьял, Виталий Петрович — чувашский писатель, филолог, общественный деятель.